# Stielhandgranate 39

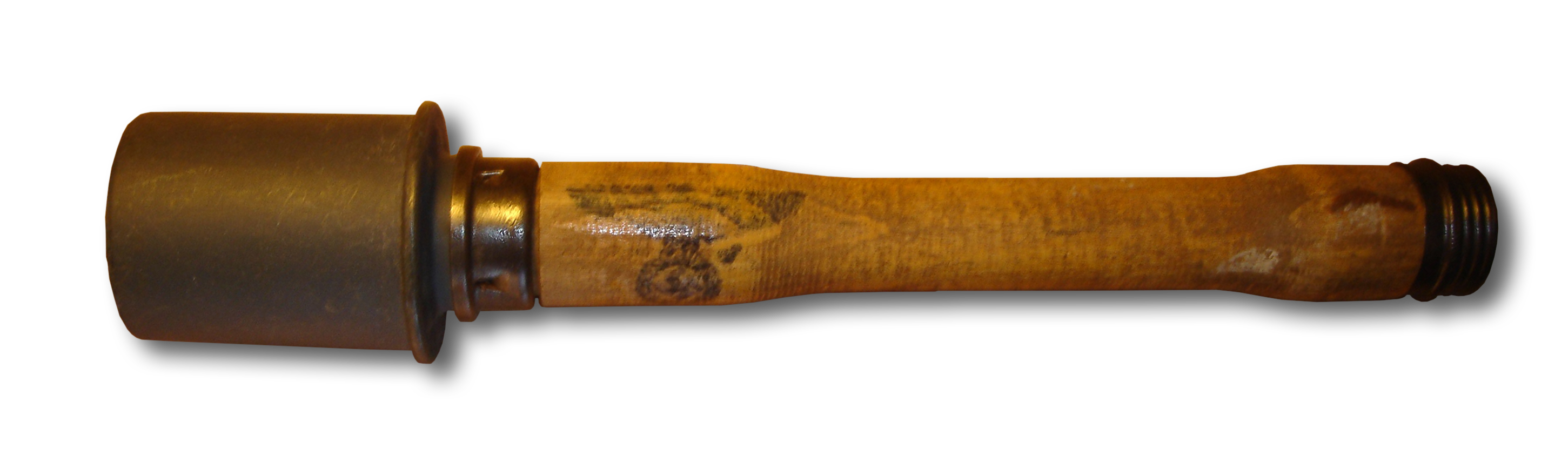

Stielhandgranate 39 (StG 39) (Skafthandgranat 39) är en tysk handgranat. Stielhandgranate 39 innehöll 120 g TNT och hade 4,5 sekunders fördröjd utlösning. Den användes i båda världskrigen.